# الماء المقدس في المسيحية الشرقية
في الاعتقاد المسيحي الماء المقدس هو ماء يبارك ويصبح له قدسية من قبل رجال الدين المسيحيين، وغالباً ما يحصل عليه في الكنائس. يتم استخدام الماء المقدس في الكنائس المسيحية الشرقية في كثير من الأحيان في طقوس المباركة وطرد الأرواح الشريرة، أو كقس المعمودية الذي يتقدس دائمًا مع بركة خاصة حسب المعتقدات المسيحية.
في الطقس الرومانّي والغلياني وفي التقاليد المسيحية الغربية عمومًا يغسل الكاهن يديه عند قبل تلاوة طقس الأفخارستيا، كذلك الأمر في الكنائس الأرثوذكسية الشرقية والكنائس الكاثوليكية الشرقية؛ بالمقابل في التقاليد الأرثوذكسية المشرقية مثل الكنيسة السريانية الأرثوذكسية والكنيسة القبطية الأرثوذكسية يغسل الكاهن يديه بعد تلاوة قانون الإيمان. على مر القرون، كانت هناك العديد من ينابيع المياه التي يعتقد أتباع الكنيسة الأرثوذكسية الشرقية أنها تحوي مياه معجزة. منها حوض المياه أفرا في أوكرانيا ومياه ربيع الحياة ثيؤطوكوس في القسطنطينية.
في التقاليد المسيحية الشرقية وخاصًة الأرثوذكسية الشرقية يرتبط عيد الظهور الإلهي أو عيد الغطاس في الطهارة والإستحمام؛ حيث أنّ من مظاهر العيد في المجتمعات والدول ذات الطابع الأرثوذكسي مثل روسيا وبلغاريا واليونان وإسطنبول الغطس في بِرك المياه المتجمدة. يرمز العيد إلى التطهر من الخطايا وغسلها.

## صور

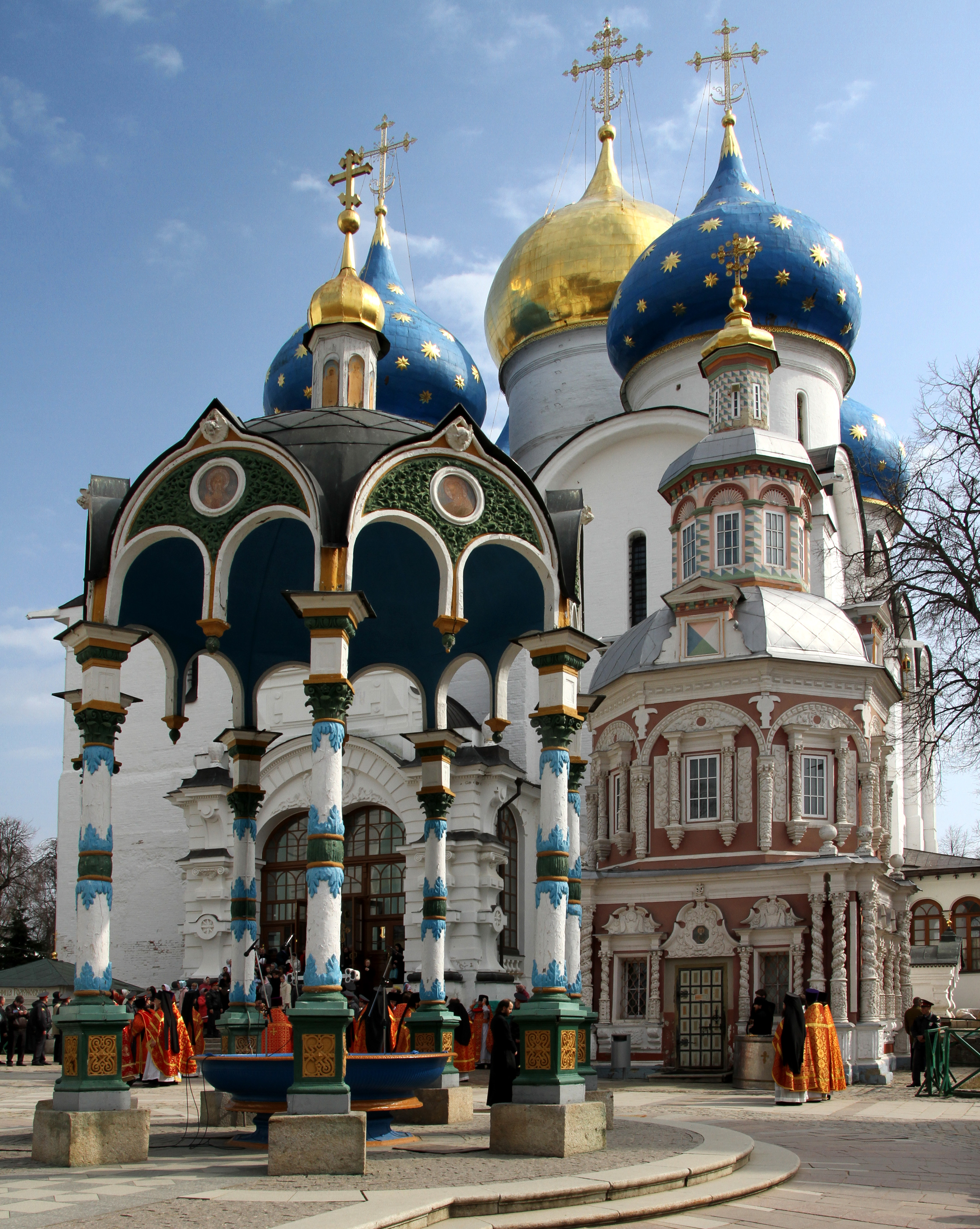
حوض المياه أفرا في أوكرانيا
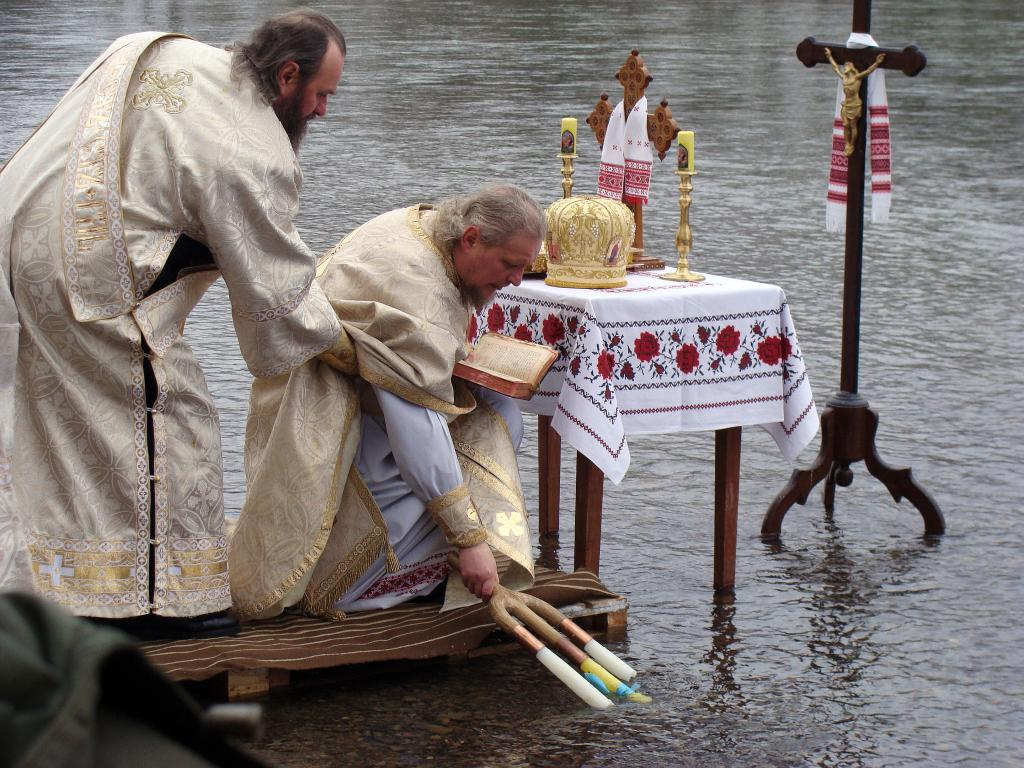
ترتبط المياه بطقوس الطهارة والتبرّك عند أغلب الكنائس المسيحيّة الشرقية
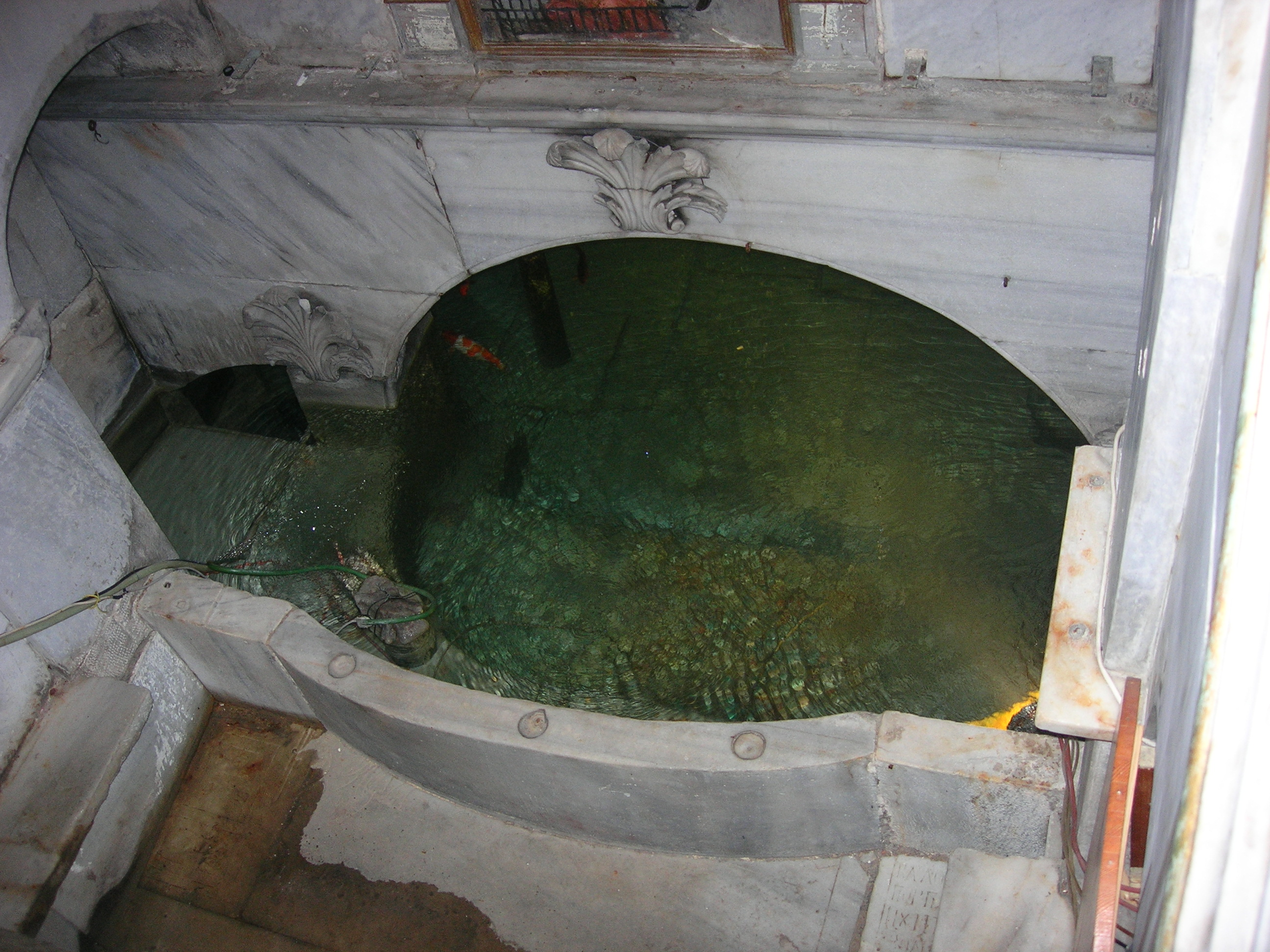
مياه ربيع الحياة ثيؤطوكوس في إسطنبول
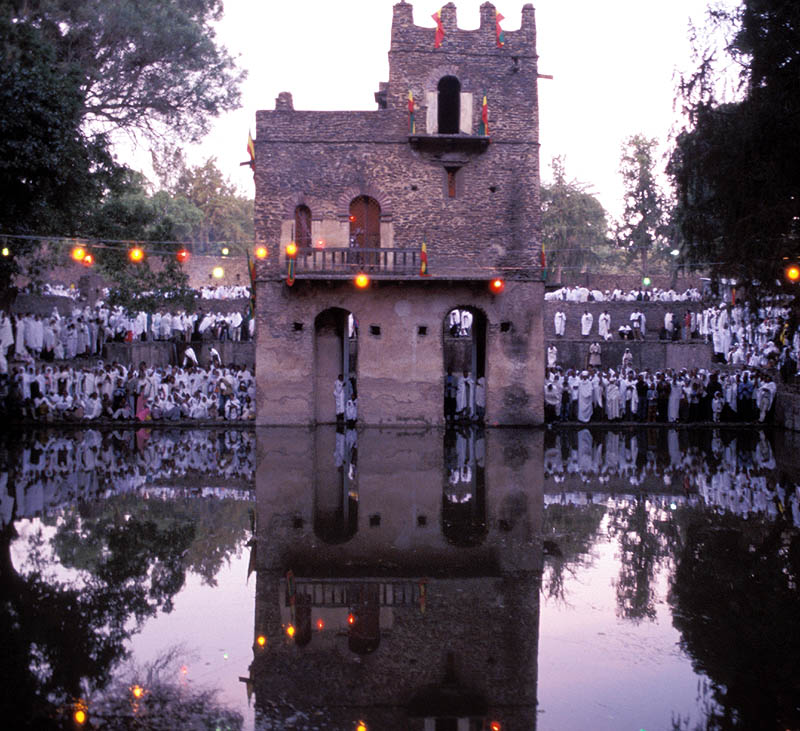
حشود من المسيحيين الأرثوذكس خلال عيد الظهور الإلهي تتجمع في حمام فاسيلادس الطقسيّ التابع لكنيسة ديبري سيلاسي برهان
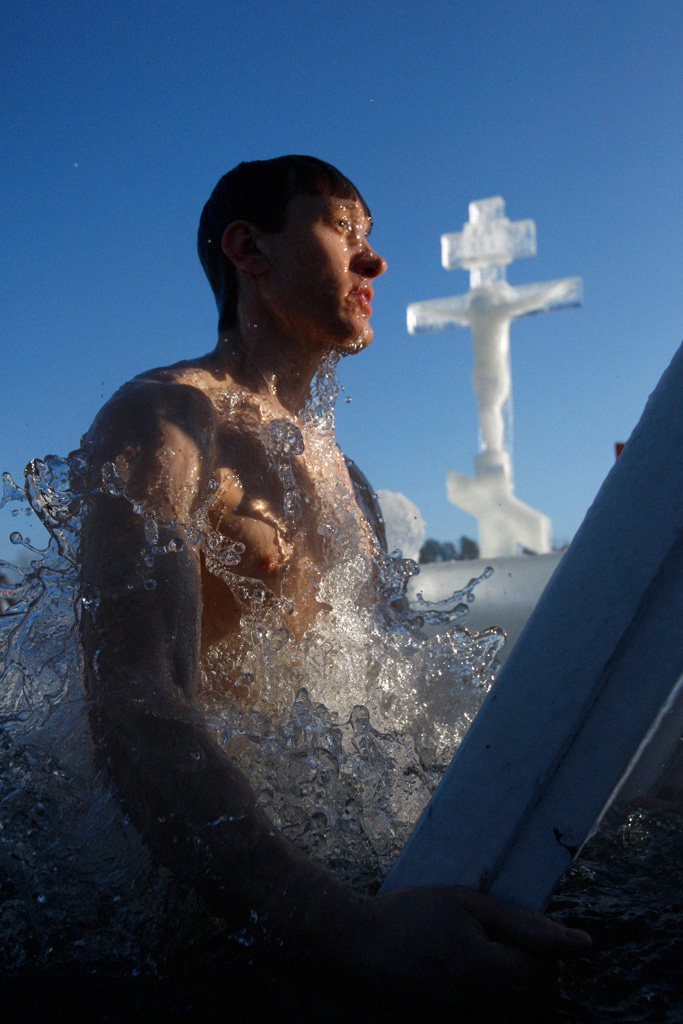
يرتبط عيد الظهور الإلهي أو عيد الغطاس في الطهارة والإستحمام؛ حيث أنّ من مظاهر العيد في المجتمعات والدول ذات الطابع الأرثوذكسي الغطس في بِرك المياه المتجمدة